# Convolvulus lanuginosus
Convolvulus lanuginosus Desr., es una especie de la familia de las convolvuláceas.

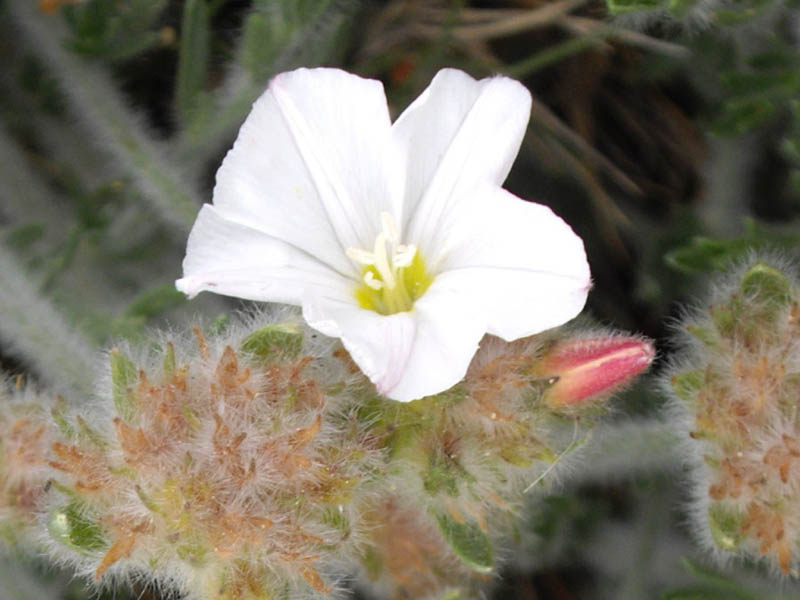
Detalle de la flor

## Hábitat
Se desarrolla en matorrales y pinares secos calizos. 

## Distribución
Es endémica de la región mediterránea occidental: En España se encuentra en Alicante, Barcelona, Castellón, Gerona, Lérida, Tarragona y Valencia.

## Descripción
Es una mata erguida, cubierta de un denso indumento que le confiere un color plateado, de tallos leñosos en su base. Tiene las hojas muy pelosas y lineares, de 1-3 mm de anchura. Las flores son blancas con nervios rosados, en forma de embudo, de unos 2 cm de diámetro, apenas pedunculadas y agrupadas en inflorescencias densas. 

## Taxonomía
Convolvulus lanuginosus fue descrito por Louis Auguste Joseph Desrousseaux  y publicado en Encyclopédie Méthodique, Botanique 3: 551. 1792.
Etimología
Convolvulus: nombre genérico que procede del latín convolvere, que significa "enredar".
lanuginosus: epíteto latíno que significa "velludo".
Sinonimia
- Convolvulus argenteus Pourret
- Convolvulus lanuginosus subsp. sericeus (Boiss.) Rivas Goday & Rivas Mart.[4]

## Nombre común
- Castellano: campanilla de Montserrat, campanilla lanuda, campanilla plateada, hiedra.[4]